# Pidlissea, Tîsmenîțea
Pidlissea (în ucraineană Підлісся, în poloneză Pacyków) este o comună în raionul Tîsmenîțea, regiunea Ivano-Frankivsk, Ucraina, formată numai din satul de reședință.

## Demografie
Componența lingvistică a comunei Pidlissea
     Ucraineană (99,45%)
     Alte limbi (0,55%)
Conform recensământului din 2001, majoritatea populației comunei Pidlissea era vorbitoare de ucraineană (99,45%), existând în minoritate și vorbitori de alte limbi.